# Jack Hildyard

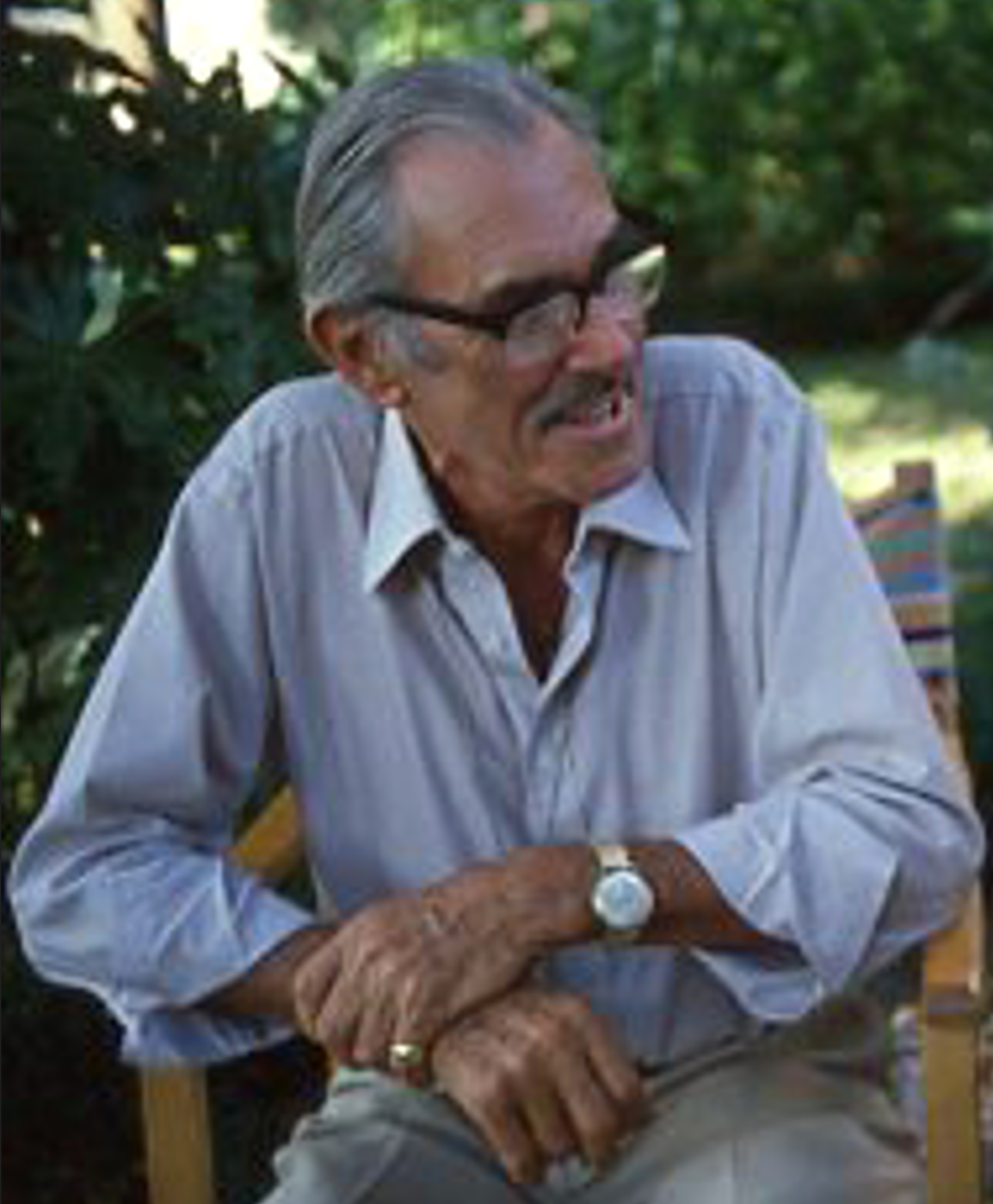
Jack Hildyard

Jack Hildyard (* 17. März 1908 in London, England; † 9. September 1990 ebenda) war ein britischer Kameramann, der bei über 80 Filmen mitwirkte. Der Tongestalter und zweifache Oscar-Preisträger David Hildyard (Anatevka, Cabaret) ist sein Bruder.

## Leben und Werk
Hildyard begann 1932 als Filmklappenschläger in den Elstree Studios. 1934 war er bei Marcel Varnels Film Freedom of the Seas als erster Kameraassistent (focus puller) für die Bildschärfe verantwortlich. In der Folgezeit arbeitete er unter anderen für die Chefkameramänner Harry Stradling Sr. (Der Roman eines Blumenmädchens und Besuch zur Nacht,  beide 1938), Mutz Greenbaum (Pimpernel Smith, 1941) und Robert Krasker (Das heilige Feuer, 1943 und Heinrich V., 1944) als Kameraoperateur. 1945 zählte er neben Jack Cardiff, Robert Krasker und Freddie Young zu den Kameramännern des Films Caesar und Cleopatra von Gabriel Pascal. Bei Peter Ustinovs Film School for Secrets aus dem Jahre 1946 arbeitete Jack Hildyard erstmals als Chefkameramann.
1952 begann die Zusammenarbeit zwischen Hildyard und Regisseur David Lean, für den er die Filme Der unbekannte Feind (1952), Herr im Haus bin ich (1954), Traum meines Lebens (1955) und Die Brücke am Kwai (1957) fotografierte. Für letzteres Werk erhielt Hildyard 1957 den Oscar für die beste Farbfotografie.
Weitere Filme mit Jack Hildyard als Chefkameramann sind Hotel Sahara (1951), Lockende Tiefe (1955), Anastasia (1956), Plötzlich im letzten Sommer (1959), Die Millionärin (1960), Der endlose Horizont (1960), 55 Tage in Peking (1963), Hotel International (1963, BAFTA-Nominierung), Circus-Welt (1964), Der gelbe Rolls-Royce (1964, BAFTA-Nominierung), Die letzte Schlacht (1965) Modesty Blaise – Die tödliche Lady (1966, BAFTA-Nominierung), Casino Royale (1967), Topas (1969) und Die Wildgänse kommen (1978).
In 1970er Jahren drehte Jack Hildyard mit arabischen Filmemachern, darunter Mohammed – Der Gesandte Gottes (1976) und Omar Mukhtar – Löwe der Wüste (1979), die beide unter der Regie von Moustapha Akkad entstanden sind.
Jack Hildyard gehörte 1949 zu Gründungsmitgliedern der British Society of Cinematographers, die ihn 1990 mit dem Lifetime Achievement Award auszeichnete und deren Präsident er von 1965 bis 1966 war.

## Filmografie (Auswahl)
- 1945: Caesar und Cleopatra (Caesar and Cleopatra)
- 1946: School for Secrets
- 1947: While the Sun Shines
- 1948: Vice Versa
- 1948: The First Gentleman
- 1948: Schlafwagen nach Triest (Sleeping Car to Trieste)
- 1949: Tolle Tage (Cardboard Cavalier)
- 1949: Geliebte nach Maß (The Perfect Woman)
- 1949: Keine Wahl ohne Qual (The Chiltern Hundreds)
- 1950: The Reluctant Widow
- 1950: Tony Draws a Horse
- 1951: Talk of a Million
- 1951: Hotel Sahara
- 1952: An einem Montag wie jeder andere (Home at Seven)
- 1952: Der unbekannte Feind (The Sound Barrier)
- 1953: Das Herz aller Dinge (The Heart of the Matter)
- 1954: Herr im Haus bin ich (Hobson's Choice)
- 1954: Sein größter Prozeß (The Green Scarf)
- 1954: Der Fall Teckman (The Teckman Mystery)
- 1955: Lockende Tiefe (The Deep Blue Sea)
- 1955: Traum meines Lebens (Summertime)
- 1956: Charley Moon
- 1956: The March Hare
- 1956: Anastasia
- 1957: The Living Idol
- 1957: Die Brücke am Kwai (The Bridge on the River Kwai)
- 1958: Dämon Weib (The Gypsy and the Gentleman)
- 1959: Die Reise (The Journey)
- 1959: Der Teufelsschüler (The Devil’s Disciple)
- 1959: Der Tod hat Verspätung (Jet Storm)
- 1959: Plötzlich im letzten Sommer (Suddenly Last Summer)
- 1960: Die Millionärin (The Millionairess)
- 1960: Der endlose Horizont (The Sundowners)
- 1962: Der Weg nach Hongkong (The Road to Hong Kong)
- 1962: Live Now, Pay Later
- 1963: Hotel International (The V.I.P.s)
- 1963: 55 Tage in Peking (55 Days at Peking)
- 1964: Circus-Welt (Circus World)
- 1964: Der gelbe Rolls-Royce (The Yellow Rolls Royce)
- 1965: Die letzte Schlacht (Battle of the Bulge)
- 1966: Modesty Blaise – Die tödliche Lady (Modesty Blaise)
- 1967: Casino Royale
- 1967: Der Kampf (The Long Duel)
- 1968: Pancho Villa reitet (Villa Rides)
- 1968: Mrs. Brown You’ve Got a Lovely Daughter
- 1969: Der Killer und die Dirne (Hard Contract)
- 1969: Topas (Topaz)
- 1971: Die Ratten von Amsterdam (Puppet on a Chain)
- 1971: The Play Room (unvollendet)
- 1972: Blue Move Blackmail
- 1973: Mondblut (The Beast Must Die)
- 1976: Emily
- 1976: Mohammed – Der Gesandte Gottes (Al-Risalah / The Message)
- 1976: Beauty and the Beast
- 1978: Die Wildgänse kommen (The Wild Geese)
- 1980: Omar Mukhtar – Löwe der Wüste (Lion of the Desert)